# Samsara (videojuego)
Samsara es un videojuego de un solo jugador perteneciente al género de rompecabezas y plataformas, en el que los jugadores guían al protagonista Zee y una "sombra del Eco" a la seguridad al dejar caer objetos con diferentes formas y comportamientos en dos áreas del juego, espejos separados por la superficie de una piscina. Samsara fue lanzado el 6 de febrero de 2018 para Microsoft Windows, macOS y Xbox One. El desarrollador, basado en Auckland Marker Limited, afirma que las versiones para iOS y Android seguirán poco después. Samsara es un título original de Marker, un estudio de desarrollo de Nueva Zelanda conocido por sus trabajos por contrato.

## Jugabilidad
Samsara estaba en exhibición para que el público jugara en el PAX Australia 2017. Se informó que los acertijos se basaban en la física e involucraban mover al personaje del jugador de un punto a otro, en un mundo de juego dividido en dos mitades horizontalmente. El mundo superior se describió como "real", con la mitad reflejada inferior descrita como "Cosas al revés inspiradas al revés". La jugabilidad del videojuego muestra al jugador seleccionando y rotando bloques desde el lado derecho del área de juego y soltándolos en el mundo del juego. Los bloques responden a la gravedad y la gravedad se invierte en el segmento inferior, al revés, del área de juego.
El juego comprende 77 niveles en 6 distintos reinos. De acuerdo con el desarrollador Marker, se introducen bloques con diferentes propiedades más adelante en el juego y una interacción más compleja con el medio ambiente, incluyendo espinas que se marchitan o crecen dependiendo del personaje del juego que las pase. El productor sénior Alex Humphries afirma que "el jugador usa mecanismos muy simples para resolver problemas cada vez más intrincados" y destaca que "la progresión se ha ajustado cuidadosamente".

## Desarrollo
Marker Limited es un estudio de desarrollo con sede en Nueva Zelanda que, según informes, lanzó más de 75 videojuegos, incluido un contrato con Disney (Crash, Boom, Ham!) Y un original juego de palabras llamado AlphaJax. Samsara se describe como en las etapas finales de desarrollo.